# Tangara desmaresti
La tangara de Desmarest o tángara de pecho bronceado (Tangara desmaresti) es una especie de ave paseriforme de la familia Thraupidae, perteneciente al numeroso género Tangara. Es endémica del sureste y sur de Brasil.

## Distribución y hábitat
Se distribuye por una faja oriental de Brasil, desde el sur de Espirito Santo y sureste de Minas Gerais hasta el sureste de Santa Catarina.
Esta especie es considerada localmente común en sus hábitats naturales: el dosel y los bordes de bosques húmedos de la mata atlántica, principalmente entre 800 y 1800 m de altitud.

## Sistemática

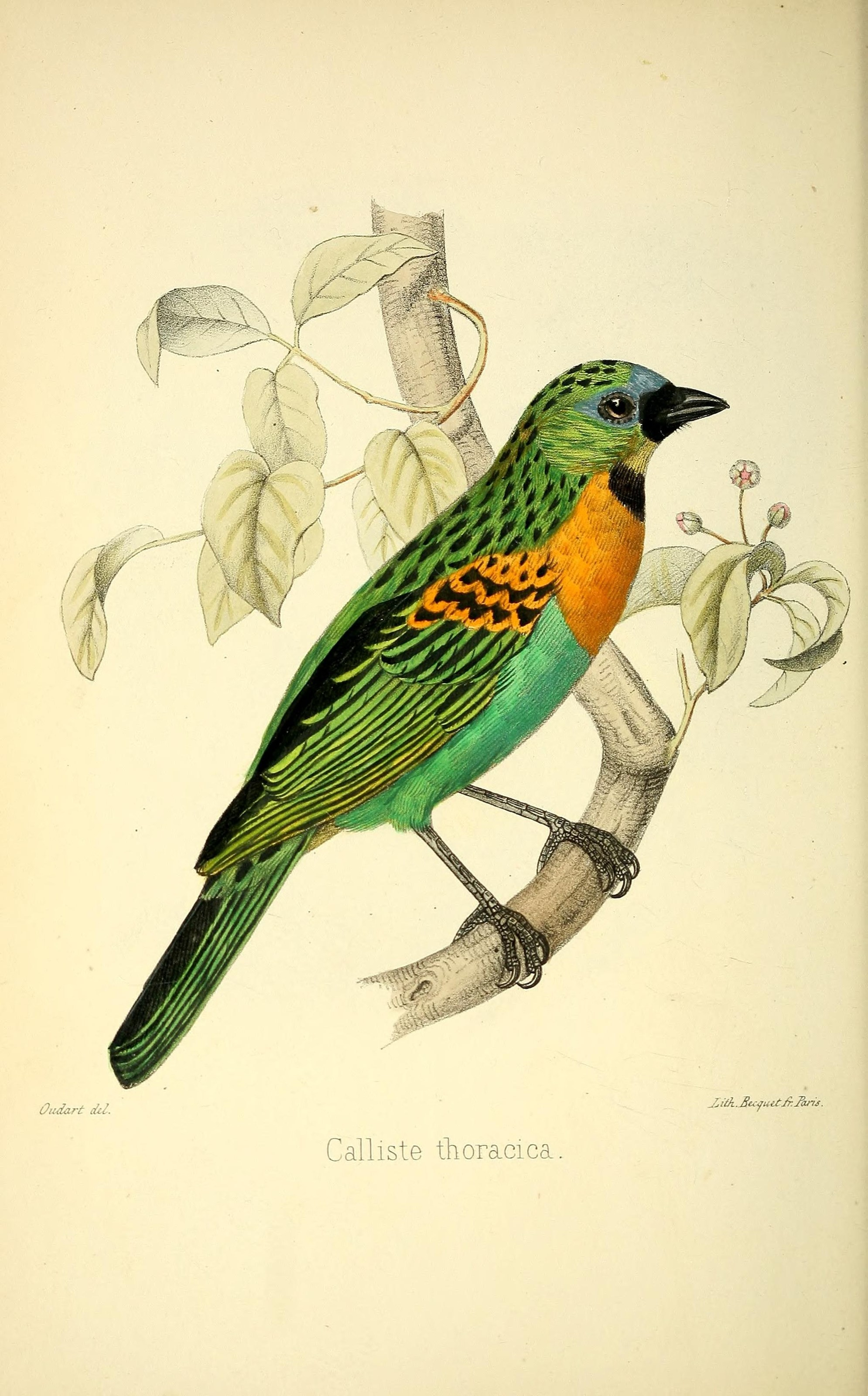
Calliste thoracica = Tangara desmaresti, ilustración de Oudart en A monograph of the birds forming the tanagrine genus Calliste, 1857.

### Descripción original
La especie T. desmaresti fue descrita por primera vez por el naturalista francés Louis Pierre Vieillot en 1819 bajo el nombre científico Tanagra desmaresti; su localidad tipo es: «Río de Janeiro, Brasil».

### Etimología
El nombre genérico femenino Tangara deriva de la palabra en el idioma tupí «tangará», que significa «bailarín» y era utilizado originalmente para designar una variedad de aves de colorido brillante; y el nombre de la especie «desmaresti» conmemora al zoólogo francés Anselme Gaëtan Desmarest (1784–1838).

### Taxonomía
Los amplios estudios filogenéticos recientes demuestran que la presente especie es hermana de Tangara cyanoventris y el par formado por ambas es hermano de Tangara cyanocephala; y este grupo se integra a un clado monofilético con Tangara fastuosa y T. seledon. Es monotípica.